# قهر (فیلم ۱۹۹۷)
قهر (به هندی: Qahar) فیلمی است محصول سال ۱۹۹۷ و به کارگردانی راجکومار کوهلی است. در این فیلم بازیگرانی همچون سانی دئول، سونیل شتی، آرمان کوهلی، سونالی بندره، دیپتی بهاتناگار، رمیها، مشتاق خان، دالی بیندرا ایفای نقش کرده‌اند.
این فیلم در ایران توسط مؤسسه رسانه‌های تصویری دوبله و پخش شده‌است.